# Cole Hauser

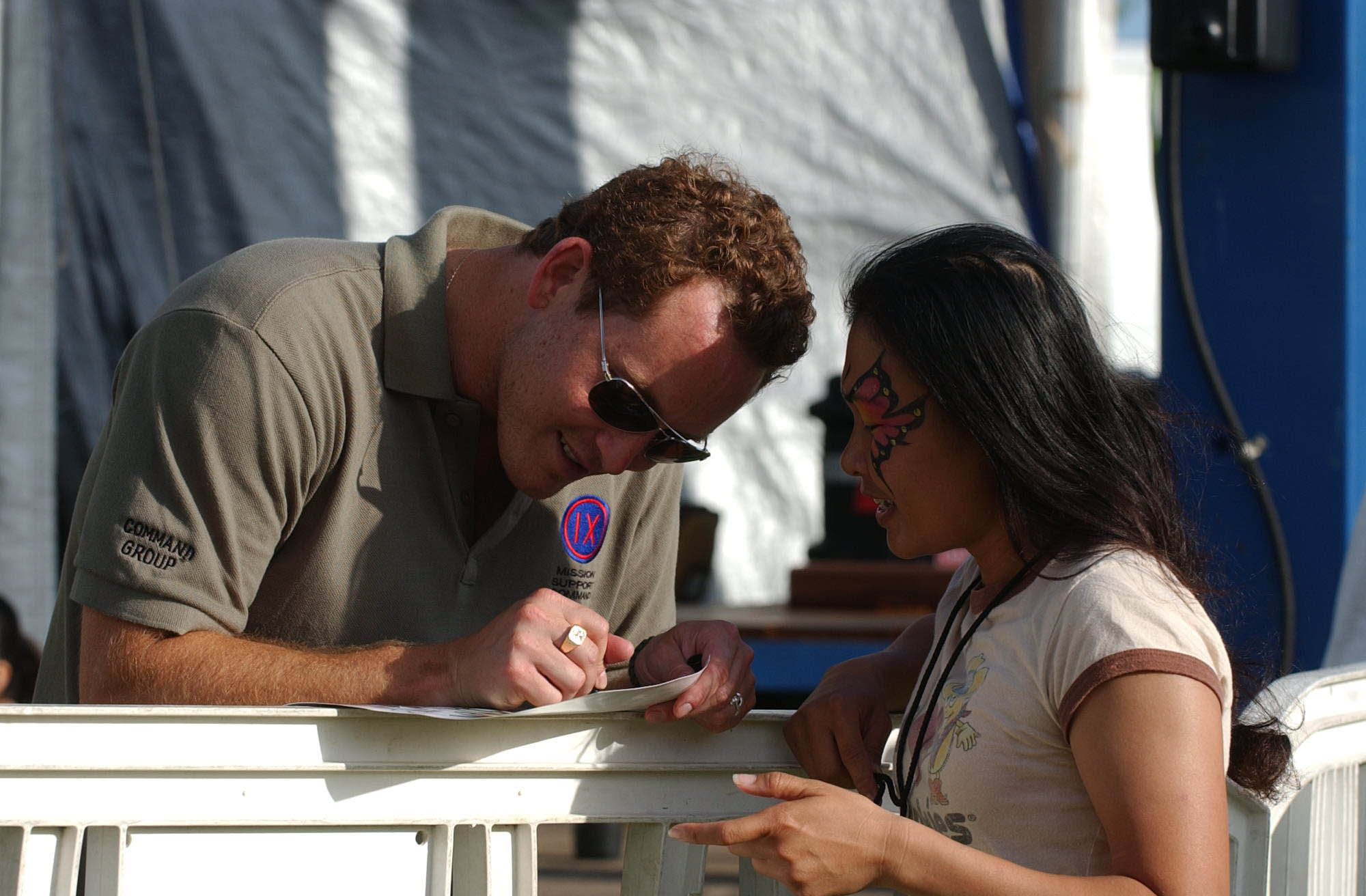
Cole Hauser 2008

Cole Kenneth Hauser (Santa Barbara (Californië), 22 maart 1975) is een Amerikaans acteur die vooral bekend is geworden om zijn rol in de The Cave uit 2005.

## Privéleven
Hauser heeft samen met actrice/fotografe Cynthia Daniel (tweelingzusje van actrice Brittany Daniel) twee kinderen, zoon Ryland Hauser, geboren in september 2004 en Colt Daniel Hauser, geboren op 12 juni 2008.

## Filmografie
- School Ties (1992)
- Dazed and Confused (1993)
- Higher Learning (1995)
- Mission Impossible (1996)
- All Over Me (1997)
- Good Will Hunting (1997)
- The Hi-Lo Country (1998)
- Pitch Black (2000)
- White Oleander (2002)
- Hart's War (2002)
- 2 Fast 2 Furious (2003)
- Paparazzi (2004)
- Tears of the Sun (2004)
- The Cave (2005)
- Dirty (2005)
- The Break-Up (2006)
- The Stone Angel (2007)
- Like Dandelion Dust (2008)
- The Hit List (2011)
- Olympus Has Fallen (2013)
- DeadDrop (2013)
- Panama (2022)